# Valget i Tyskland 1898
Valget i Tyskland 1898 var det 10. føderale valg i Tyskland efter den tyske rigsgrundlæggelse.

## Resultater
| Parti                                                      | Mandater |
| ---------------------------------------------------------- | -------- |
| Det katolske centerparti                                   | 102      |
| Konservative (DK - Deutschkonservativen)                   | 56       |
| SPD                                                        | 56       |
| Nationalliberale (NL - Nationalliberalen)                  | 46       |
| Liberale (FVP - Fortschrittliche Volkspartei)              | 29       |
| Konservative nationalister (DRP - Deutsche Reichspartei)   | 23       |
| Den polske liste (P - Polen)                               | 14       |
| Antisemitter (AS - Antisemiten)                            | 13       |
| Frisindede Liberale (FV - Freisinnige Vereinigung)         | 12       |
| Franske og elsassiske regionalister (A - Asatianen)        | 10       |
| Deutsch-Hannoversche Partei (DHP - hannoverske loyalister) | 9        |
| Nationalister (DVP - Deutsche Volkspartei)                 | 8        |
| Andre                                                      | 7        |
| Bondeforbundet (BL - Bund der Landwirte)                   | 6        |
| Bayerische Bauern Bund (BBB - agrarister)                  | 5        |
| Den danske liste (D - Dänen)                               | 1        |
| Totalt                                                     | 397      |

| Valg | Spire Denne valgsartikel er en spire som bør udbygges. Du er velkommen til at hjælpe Wikipedia ved at udvide den. |